# Palauamina
La Palauamina es un alcaloide aislado de Stylotella agminata, una especie de esponja del suroeste del Pacífico. El nombre de la molécula proviene de la isla de Palau. 
El compuesto fue aislado y descrito en 1993. Contiene 9 átomos de nitrógeno. En 2007 se elucidó la estructura correcta, y dos años después el instituto Scripps en La Jolla, California, sintetizó la molécula en el laboratorio.

## Biosíntesis
Existe la hipótesis de que la palauamina proviene de un dímero de la clatrodina que incluye una oxidación clave de un β-cetoéster con Mn(OAc)3 iniciada en una cascada de ciclizaciones radicales a partir de un esqueleto de ageliferina